# ピペクロニウム
Template:Cs1 config

ピペクロニウム（Pipecuronium、Arduan）は、神経筋接合部のニコチン性アセチルコリン受容体を遮断するbisquaternaryアミノステロイド系筋弛緩薬である。また、M2およびM3ムスカリン受容体の受容体拮抗薬であり、アミノステロイド系の中で最も強力な神経筋遮断薬である。
ArduanおよびPycuronという商品名で販売されている。

## 関連記事
- パンクロニウム